# Siedlce (Pommeren)
Gdańsk Siedlce is een stadswijk van de Poolse havenstad Gdańsk. Er wonen zo'n 17.500 mensen in de wijk die een oppervlakte heeft van 2,6 km². De wijk ligt rond de hoofdweg van het centrum van Gdansk naar de provinciestad Kartuzy, de ul. Kartuska.
Tot 1945 was de wijk bekend onder de naam Schidlitz.

## Geboren in Schidlitz / Siedlce
- Helga Haase, langebaanschaatser

Aniołki · Brętowo · Brzeźno · Chełm-Południe · Jelitkowo · Kokoszki · Krakowiec-Górki Zachodnie · Letnica · Matarnia · Młyniska · Nowy Port · Oliwa · Olszynka · Orunia-Św.Wojciech-Lipce · Osowa · Piecki-Migowo · Przymorze · Rudniki · Siedlce · Stogi z Przeróbką · Strzyża · Suchanino · Śródmieście · VII Dwór · Wrzeszcz · Wyspa Sobieszewska · Wzgórze Mickiewicza · Zaspa-Młyniec · Zaspa-Rozstaje · Żabianka-Wejhera-Jelitkowo-Tysiąclecia